# Hackney Central
Hackney Central là quận trung tâm của Khu Hackney tại Luân Đôn, Anh. Nó nằm cách 4 dặm (6,4 km) về phía đông bắc Charing Cross. Hackney Central một thời có tên là "Làng Hackney".
Những làn sóng nhập cư từ nước ngoài và trong Liên hiệp Anh đưa Hackney thành khu vực có tính văn hóa mạnh với nhiều thuận lợi và thử thách mà điều này đem lại.